# Adam Larsen Kwarasey
Adambathia Larsen "Adam" Kwarasey, född 12 december 1987, är en norsk-ghanansk fotbollsmålvakt.
Kwarasey föddes och växte upp i Norge, men valde att representera sin faders födelseland Ghana på landslagsnivå.

## Karriär
Den 6 juni 2017 blev Kwarasey klar för en återkomst i Vålerenga, där han skrev på ett kontrakt till 2020. I augusti 2020 lämnade Kwarasey klubben.